# Limite entre l'Amérique du Nord et l'Amérique du Sud

Carte orthographique de l'Amérique, coloriée ici en vert, les frontières nationales étant représentées en blanc. Une éventuelle subdivision entre Amérique du Nord et Amérique du Sud passerait probablement à un endroit de l'isthme de Panama, vers le centre de la carte.

La limite entre l'Amérique du Nord et l'Amérique du Sud, comme toutes les limites entre les continents, est affaire de convention.
Les continents sont de grandes étendues de terre qui présentent une vaste continuité géographique. Leurs limites sont généralement matière de convention plus que de critères géographiques stricts : leur nombre, leur étendue et leur délimitation varient suivant les époques et les cultures.
L'Amérique forme la masse continentale principale de l'hémisphère occidental : il s'agit de la 2e plus grande masse contiguë de la planète Terre (après l'Afro-Eurasie). Avec les îles qui lui sont généralement associées, elle en regroupe 28,4 % des terres émergées. L'Amérique est souvent subdivisée en deux continents ou sous-continents : l'Amérique du Nord et l'Amérique du Sud. Cette division n'est pas universelle : de nombreuses cultures perçoivent l'Amérique comme un seul continent, dont l'Amérique du Nord et l'Amérique Sud (voire l'Amérique centrale) ne sont que des régions. Cette vision était d'ailleurs répandue aux États-Unis jusqu'à la Seconde Guerre mondiale et reste courante dans les pays d'Amérique latine et d'Europe du Sud.
Lorsque l'Amérique est divisée, la limite entre Nord et Sud est généralement placée sur l'isthme de Panama. Les îles proches, dont les Antilles, sont souvent rattachées à l'Amérique du Nord.

## Masses continentales

Carte de la région frontalière entre la Colombie et le Panama ; la région (ou bouchon) du Darién est indiquée en vert.

La limite entre Amériques du Nord et du Sud est l'une des trois limites continentales pouvrant être définies au-dessus de terres émergées (les deux autres séparant Afrique et Asie, et Asie et Europe). L'Amérique centrale forme une bande de terre reliant les deux parties nord et sud ; à son point le plus étroit, sur l'isthme de Panama, les côtes atlantique et pacifique ne sont distantes que de 50 km. La limite entre Amérique du Nord et Amérique du Sud est généralement située dans cette zone, par exemple au niveau des bassins versants de la Serranía del Darién, le long de la frontière entre la Colombie et le Panama, bien que le canal de Panama ait pu également servir de délimitation. Du point de vue humain, la région du Darién, une zone de marais et de forêt à la frontière colombo-panaméenne, ne comporte aucune infrastructure, aucune ville et aucune route : elle sépare donc physiquement la géographie humaine du nord et du sud de l'Amérique.
Quasiment tous les atlas placent le Panama en Amérique du Nord ou en Amérique centrale,,, aucun en Amérique du Sud.

## Îles
Les îles des Antilles sont souvent associées à l'Amérique du Nord, y compris les îles du Vent jusqu'à l'archipel de Trinité-et-Tobago, qui n'est pourtant distant des côtes vénézuéliennes que d'une dizaine de kilomètres à son point le plus proche.
Les îles Sous-le-Vent regroupent plusieurs plusieurs îles au large des côtes vénézuéliennes : les îles ABC (Aruba, Bonaire et Curaçao) administrées par le royaume des Pays-Bas, les dépendances fédérales du Venezuela, et les îles de l'État de Nueva Esparta au Venezuela. Les îles ABC sont principalement associées aux Antilles, et par là à l'Amérique du Nord. Les îles vénézuéliennes le sont également parfois.
La Colombie, État sud-américain, possède plusieurs îles au large du Nicaragua, formant le département de San Andrés y Providencia. Ces îles sont plutôt perçues comme caribéennes que sud-américaines.
Les îles américaines de l'océan Pacifique sont plutôt associées au pays dont elles dépendent : l'île Cocos avec le Costa Rica, l'île de Malpelo avec la Colombie, les îles Galápagos avec l'Équateur. Ces dernières sont parfois associées à l'Océanie.
L'île Clipperton, possession française en plein Pacifique, distante de plus de 1 000 km des côtes mexicaines, serait plutôt associée à l'Amérique du Nord ou à l'Océanie.

## Organisations internationales
Le schéma géographique des Nations unies divise l'Amérique en deux groupes sous-régionaux : Amérique du Nord, et Amérique latine et Caraïbes. Ce dernier est lui-même subdivisé en Caraïbes, Amérique centrale et Amérique du Sud. Dans ce schéma, l'Amérique du Nord ne comprend que le Canada et les États-Unis (ainsi que les territoires des Bermudes, du Groenland et de Saint-Pierre-et-Miquelon), tandis que l'Amérique du Sud compte tous les pays et territoires du continent sud-américain. Dans le cadre de ce schéma, ces deux régions ne sont donc pas limitrophes.
Du point de vue du football, l'Amérique est subdivisée en deux confédérations : la confédération de football d'Amérique du Nord, d'Amérique centrale et des Caraïbes comprend tous les États et territoires du Canada au Panama, ainsi que ceux des Antilles. Les autres pays forment la confédération sud-américaine de football.

## Géologie

Carte des plaques tectoniques constituant l'Amérique.

Du point de vue géologique, l'Amérique est constituée de deux plaques tectoniques majeures : la plaque nord-américaine et la plaque sud-américaine, séparées par plusieurs plaques mineures : caraïbe, Panama et Andes du Nord.
La plaque nord-américaine s'étend jusqu'au nord de l'Amérique centrale (Belize et Guatemala) et l'ouest des Antilles (Cuba et Bahamas). La plaque des Andes du Nord, généralement associée à la plaque sud-américaine, s'étend au nord à peu près dans la région de la frontière entre Colombie et Panama.
La plaque de Panama couvre la totalité de l'isthme de Panama, ainsi qu'une partie du Guatemala. Au nord, la plaque caraïbe couvre la quasi-totalité des Antilles (hors Cuba), ainsi que la majeure partie de l'Amérique centrale. L'archipel de Trinité-et-Tobago et les îles d'Aruba, Bonaire et Curaçao, sont toutefois situées sur le plateau continental de l'Amérique du Sud. L'île de Trinité serait située à la jonction des plaques sud-américaine et caraïbe, au niveau de la Cordillière centrale (en).